# Římskokatolická farnost Rakvice
Římskokatolická farnost Rakvice je územní společenství římských katolíků s farním kostelem sv. Jana Křtitele v obci Rakvice v břeclavském děkanství.

## Území farnosti
- Rakvice s farním kostelem sv. Jana Křtitele
- Nové Mlýny
- Přítluky s filiálním kostelem sv. Markéty

## Historie
Již v roce 1327 byly Rakvice připojené k podivínské farnosti. V letech 1430 až 1434 byla v Rakvicích postavena kaple sv. Ondřeje. Do roku 1503 zde vykonávali duchovní správu podivínští faráři. Dne 10. ledna 1503 byla místní kaple sv. Ondřeje povýšena na kostel a byla zde zřízena farnost, farářem byl ustanoven Martin Kirchmayer. V polovině 16. století se v Rakvicích začalo šířit protestantství. Katolickému faráři jménem Albrecht bylo vyhrožováno bitím a vypuzením z fary, a tak musel v roce 1582 odejít. Rakvičtí občané následně přijali za faráře luteránského kněze Jana Černovína. Po něm nastoupil další evangelický farář Jiří Kroměřížský, který je zde připomínán ještě v roce 1622. Dne 13. prosince 1624 byl nekatolický farář do dvou týdnů vypovězen. Následně byla rakvická farnost zrušena a Rakvice byly opět připojeny k podivínské farnosti. Až v roce 1785 byla v Rakvicích při kostelu sv. Jana Křtitele (zbudovaného na troskách vypálené kaple sv. Ondřeje) zřízena lokálie a prvním lokálním kaplanem se stal Matouš Novosad. Roku 1789 byla postavena farní budova, ale farnost byla v Rakvicích znovu zřízena až v roce 1859.
K 1. lednu 2006 byla zrušena farnost Přítluky a k farnosti Rakvice bylo přičleněno její území zahrnující obec Přítluky (včetně vsi Nové Mlýny).

### Duchovní správci od roku 1785
- 1785–1789 – P. Matouš Novosad
- 1789–1802 – P. Václav Dvořák
- 1802–1806 – P. Maxmilián Cuculius
- 1806–1815 – P. Ondřej Vondráček
- 1815–1825 – P. Antonín Růžička
- 1825–1836 – P. Antonín Janků
- 1837–1866 – P. František Šuster
- 1866–1883 – P. František Millín
- 1883–1884 – P. Václav Blažek
- 1884–1890 – P. Josef Pták
- 1890–1901 – P. Jakub Kružík[3]
- 1901–1907 – P. Albert Mrázek
- 1907–1908 – P. Gothard Frieb
- 1908–1918 – P. Cyrill Vala
- 1918–1962 – P. Jan Spurný
- 1962–1990 – P. Karel Palata
- 1990–1991 – farnost svěřena týmu 3 kněží Tovaryšstva Ježíšova (P. Stanislav Peroutka, P. Josef Prchal, P. Vojtěch Suchý)
- 1991–1993 – P. Ludvík Bradáč
- 1993–1998 – P. František Alexa
- 1998–2000 – P. Vladislav Dvořák
- 2000–2006 – P. Vlastimil Protivínský, známý pro svůj střet s komunisty[4]

- 2006–2008 – P. Vít Rozkydal
- 2008–2014 – P. Pavel Křivý[5]
- Od srpna 2014 byl ustanoven novým administrátorem excurrendo R. D. Mgr. Slavomír Bedřich.[6]

## Farní budova v Rakvicích
V Rakvicích byla farní budova již v 16. století, ta však kolem roku 1582 vyhořela. Současná fara v Rakvicích (číslo popisné 160) byla postavena až v roce 1789 a v roce 1844 byla rozšířena o jedno patro.

## Bohoslužby
| Kostel            | Místo    | Bohoslužba (den) | Hodina                     | Poznámka        |
| ----------------- | -------- | ---------------- | -------------------------- | --------------- |
| sv. Jana Křtitele | Rakvice  | neděle           | 8.15                       | Farní kostel    |
| sv. Markéty       | Přítluky | sobota           | 17.00(zima) / 18.00 (léto) | Filiální kostel |

## Aktivity farnosti
Dnem vzájemných modliteb farností za bohoslovce a bohoslovců za farnosti brněnské diecéze je 10. únor. Adorační den připadá na 1. července.
Ve farnosti se pravidelně koná tříkrálová sbírka, v roce 2015 se při ní vybralo v Rakvicích 31 456 korun, v Nových Mlýnech 1 137 korun a v Přítlukách 12 902 korun. O rok později se vybralo v Rakvicích 32 454 korun, v Nových Mlýnech 1 620 korun a v Přítlukách 14 465 korun.